# معركة وادي لكة
معركة وادي لكة أو معركة شذونة أو معركة سهل البرباط هي معركة وقعت في 28 رمضان 92 هـ / 19 يوليو 711 م بين قوات الدولة الأموية بقيادة طارق بن زياد وجيش القوط الغربيين بقيادة الملك لذريق. انتصر الأمويون في تلك المعركة انتصارًا ساحقًا أدى لسقوط دولة القوط الغربيين، وبالتالي سقوط معظم أراضي شبه الجزيرة الأيبيرية تحت سيطرة الأمويين وموت لذريق آخر حاكم قوطي في شبه الجزيرة الأيبيرية.

## نتائج المعركة

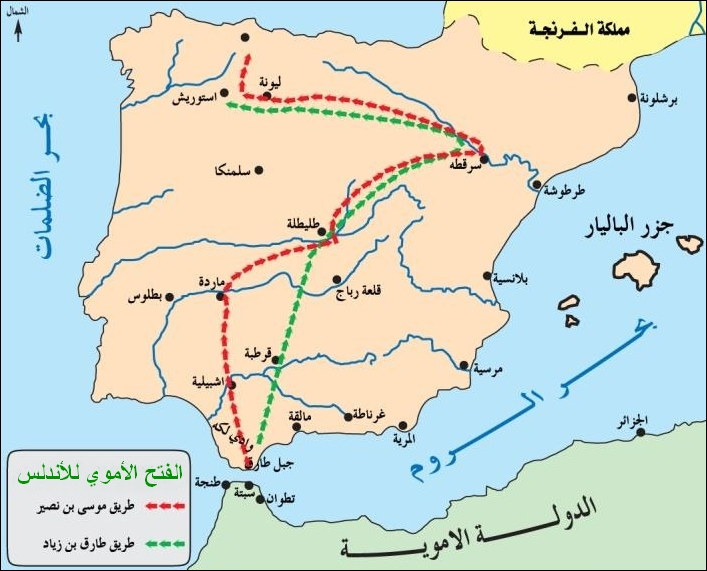
كانت معركة وادي لكة بداية الفتح الإسلامي لشبه الجزيرة الأيبيرية.

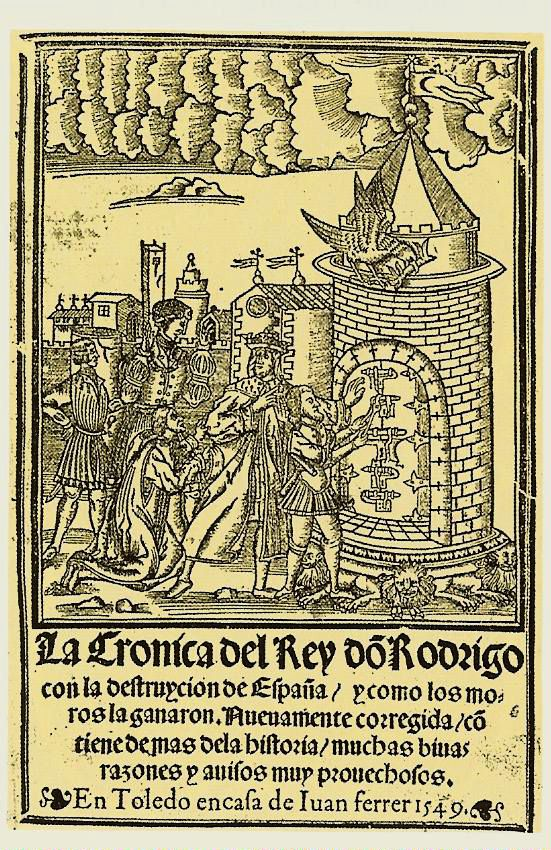
غلاف كتاب "وقائع الملك رودريغو"، والذي تضمن قصص من التراث حول آخر ملك قوطي وخروج المسيحية من شبه الجزيرة الإيبيرية.